# .jp
.jp ist die länderspezifische Top-Level-Domain des Staates Japan. Sie wurde am 5. August 1986 eingeführt und wird seitdem von der Japan Registry Services verwaltet. Die Vergabestelle hat ihren Hauptsitz in Chiyoda.

## Eigenschaften
Es ist nicht jeder natürlichen oder juristischen Person möglich, eine .jp-Domain zu registrieren. Ein Wohnsitz oder eine Niederlassung in Japan sowie japanische Sprachkenntnisse sind offiziell notwendig. Manche Registrare bieten kostenlose oder kostenpflichtige Services an, welche eine Registrierung auch dann ermöglichen, wenn die Voraussetzungen nicht erfüllt sind. Die Verwendung nicht-alphanumerischer Zeichen ist möglich, internationalisierte Domainnamen werden in japanischer Sprache uneingeschränkt unterstützt.
Neben der Top-Level-Domain existieren zahlreiche Second-Level-Domains:
- .co.jp – Unternehmen
- .or.jp – juristische Personen
- .ne.jp – Internet Service Provider
- .ac.jp – Universitäten
- .ad.jp – Mitglieder des JPNIC
- .ed.jp – Kindergärten und Schulen
- .go.jp – Regierung
- .gr.jp – Gruppen von Personen/Firmen
- .lg.jp – lokale Regierung

Der Umzug einer .jp-TLD muss mit Hilfe der sogenannten „REG-ID“ vollzogen werden.
Die „REG_ID“ wird ähnlich wie der bekannte „Authorisation Code“ verwendet und wird beim aktuell gültigen Registrar angefordert.

## Bedeutung
2003 lag .jp auf dem vierten Platz der beliebtesten Top-Level-Domains., Im April 2007 waren erstmals über 900.000 Adressen unter dieser Adresse angemeldet. Zu diesem Zeitpunkt war .jp dennoch auf den zehnten Platz der weltweit am häufigsten registrierten Domains zurückgefallen. Die Top-Level-Domain überschritt 2011 die Marke von einer Million Adressen bis April 2013 stieg sie weiter auf über 1,3 Millionen.
Eine Untersuchung von McAfee aus 2009 bewertete .jp als die sicherste länderspezifische Domain überhaupt, noch vor generischen Endungen wie .edu.